# Mychajło Bażanski
Mychajło Bażanski (ur. 6 lutego 1910 w Śniatynie, zm. 18 stycznia 1994 w Detroit) – ukraiński polityk i działacz społeczny, pisarz, publicysta, krajoznawca, autor około 100 publikacji z dziedziny socjologii.
W latach 1927–1928 przebywał w polskim więzieniu jako więzień polityczny. Był redaktorem czasopisma "Mołode Żyttia", w 1936 przewodniczący Towarzystwa Ukraińsko-Litewskiego w Pradze.
W latach 1941–1943 był dyrektorem Ukraińskiego Instytutu Badawczego we Lwowie, w 1943 został aresztowany i wysłany do obozu koncentracyjnego. W 1946 wyemigrował do USA.

## Literatura
- Jurij Wynnyczuk – "Knajpy Lwowa", Warszawa 2008, ISBN 978-83-7141-890-7